# Katholieke Studentenactie

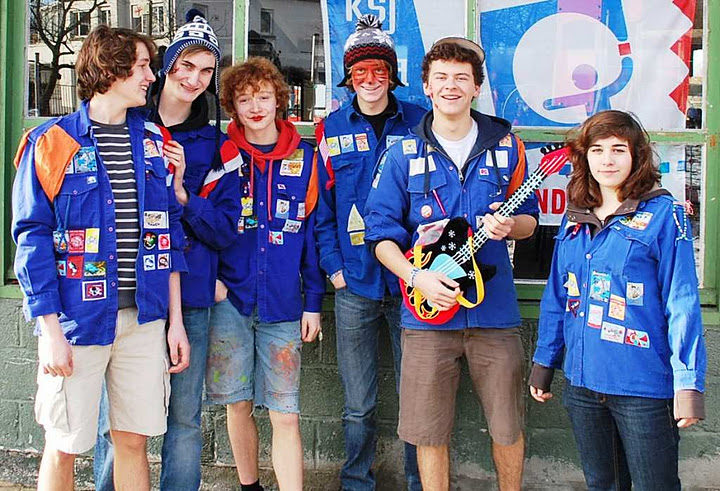
Enkele KSA leden in het typische koningsblauwe uniform, vaak in combinatie met een oranje das.

De Katholieke Studenten Actie of afgekort tot KSA (voorheen: Katholieke Studerende Jeugd – Katholieke StudentenActie – Vrouwelijke Katholieke Studerende Jeugd, afkorting KSJ-KSA-VKSJ) is een Vlaamse jeugdbeweging met een katholieke signatuur, opgericht in 1928. KSA groeide uit over heel Vlaanderen en telde bij de aanvang van het werkjaar 2022-2023 zo'n 37.500 leden en leiding verspreid over 260 groepen. Daarmee was ze de op twee na grootste jeugdbeweging in Vlaanderen. De organisatie biedt activiteiten aan voor kinderen van 6 jaar en ouder.

## Geschiedenis
De KSA werd op 7 juni 1928 als onderdeel van de Katholieke Actie (KA) en vervanger van de AKVS gesticht door de Roeselaarse kanunnik Karel Dubois in het Klein Seminarie Roeselare. De eerste VKSJ-afdeling werd gesticht in 1930, aangezien de KSA in de beginjaren enkel open stond voor jongens. De verschillende werkkringen werden onafhankelijk van elkaar opgericht in elke Vlaamse provincie. Onder andere door de invloed van plaatselijke KSA- en VKSJ-groepen die meer en meer gingen samenwerken, vormden zich vanaf 1978 ook gemengde groepen, die zich KSJ noemden. 
Op 1 september 2015 werd de drievoudige naam KSJ-KSA-VKSJ herleid tot de algemene naam KSA.

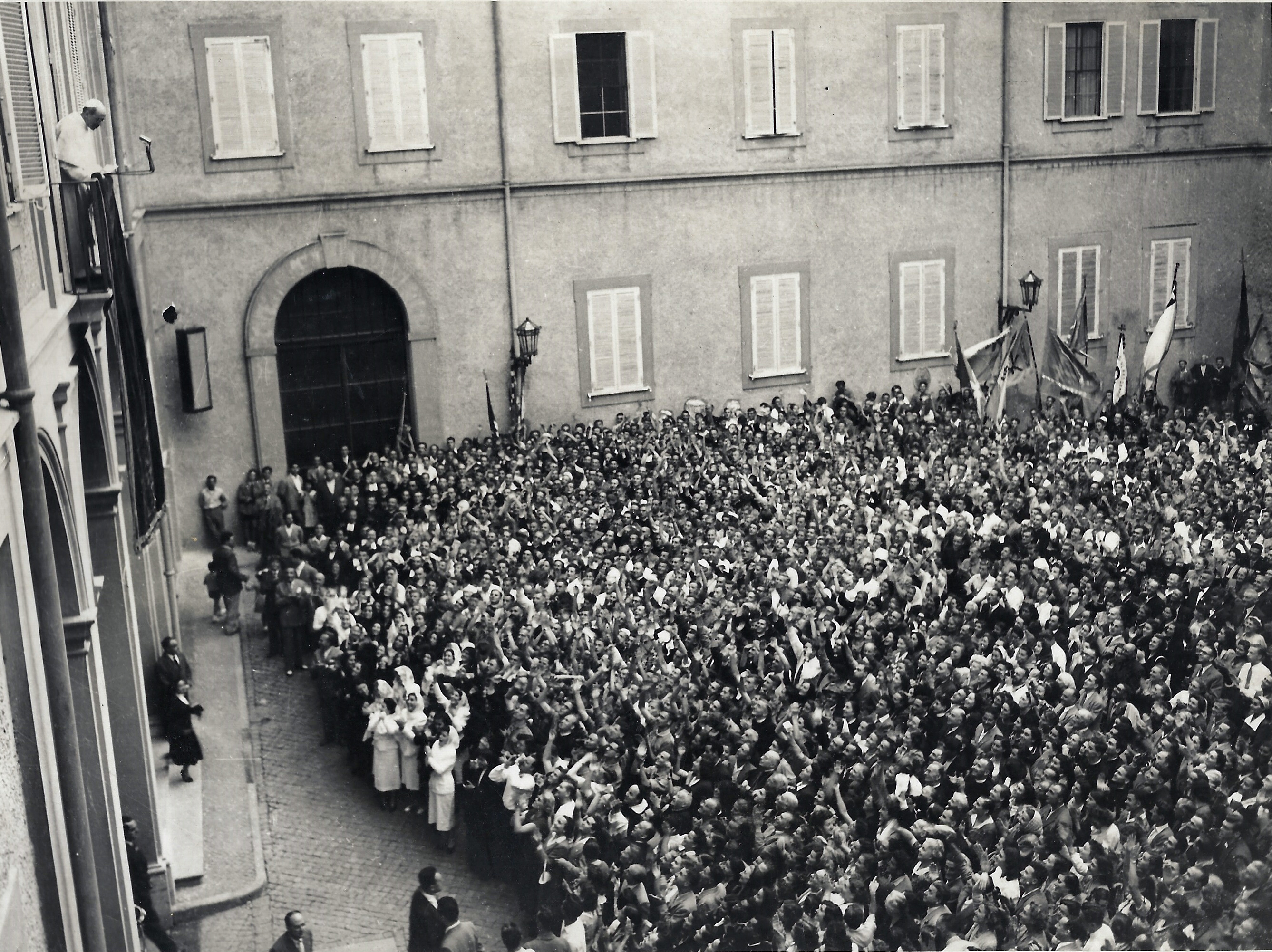
Groepsfoto van de KSA-Romebedevaart 1950, audiëntie paus Pius XII in Castelgandolfo

## Leeftijdsgroepen
In elke KSA-groep zijn de leden ingedeeld in leeftijdsgroepen. Op die manier kunnen de activiteiten en begeleiding aangepast worden aan hun leeftijd (leeftijdsgerichte werking).
Plaatselijke groepen zijn vrij in het kiezen van het aantal leeftijdsgroepen en de naam ervan, maar op koepelniveau worden volgende benamingen gehanteerd:
- Sloebers, Kabouters, Leeuwkes & Rakkers (6-8 jaar, 1ste en 2de leerjaar)
- Piepjongknapen, Pagadders, Kapoenen, Springers & Toppers (8-10 jaar, 3de en 4de leerjaar)
- Jongknapen, Roodkapjes & Joro's (10-12 jaar, 5de en 6de leerjaar)
- Knapen, Jimmers & Knimmers (12-14 jaar, 1ste en 2de middelbaar)
- Jonghernieuwers, Sjo'ers & Simmers (14-16 jaar, 3de en 4de middelbaar
- +16'ers (16-17 of 18 jaar, 5de en 6de middelbaar)
- Hernieuwers, Leiding (+17 of +18 jaar)[2]

## Huidige werking
Bij aanvang van het werkjaar 2022-2023 telde KSA ongeveer 37.500 leden en leiding, verspreid over 260 plaatselijke groepen. Voor die leden worden wekelijks, op zaterdag- of zondagnamiddag, activiteiten aangeboden: met een sterk verhaal, creatief uitgewerkte spelen, openluchtleven en opdrachten die zowel de vorming van de persoonlijkheid als de groepsband tegemoet moeten komen.
Met de nieuwe naam werd ook gekozen voor een koningsblauw hemd als uniform. Dit wordt vaak gedragen in combinatie met oranje, rode of blauwe dassen. De groepen van KSA Noordzeegouw dragen overwegend lichtblauwe hemden. Ook in sommige groepen van andere werkkringen worden nu nog altijd lichtblauwe of zelfs bruine hemden gebruikt.
KSA Nationaal staat momenteel onder leiding van algemeen coördinator Seppe Moelans.

## Evenementen
In het kader van hun leeftijdsgerichte werking organiseren KSA Nationaal en de verschillende provinciale werkkringen minstens tweejaarlijks voor elke leeftijdsgroep een initiatief. De bekendste nationale evenementen zijn Joepie (een vierdaagse wandeltocht voor 14- tot 16-jarigen) en Trip Trap (een vierdaagse fietstocht voor +16'ers en leiding). Tijdens deze vier dagen wandelen/fietsen zij richting een onbekende stad X.

## Provinciale werkkringen
KSA telt vijf provinciale werkkringen waarvan iedere werkkring een eigen pedagogisch en financieel beleid voert. Ze bieden ondersteuning aan de lokale groepen en organiseren eigen initiatieven.
De vijf werkkringen zijn:
- KSA Antwerpen-Brabant
- KSA Limburg
- KSA Oost-Vlaanderen
- KSA Noordzeegouw
- KSA West

KSA Noordzeegouw is de grootste koepel van de West-Vlaamse KSA-groepen. Deze telt 64 groepen en één gewest over de hele provincie. Naast het organiseren van eigen initiatieven, voor alle leeftijdsgroepen, ondersteunen ze de bonden bij hun dagelijkse werking. Zo zorgen zij bijvoorbeeld voor de nodige vorming, verzekeringen, lidkaarten en het uitlenen en verhuren van materiaal. Ook bij concrete vragen proberen ze de bonden zo goed mogelijk te helpen. 
Bij KSA Noordzeegouw werken drie beroepskrachten en een Gouwproost - de Gouwleiding - en een honderdtal vrijwilligers vol enthousiasme aan het beleid en de initiatieven van KSA Noordzeegouw. 
West-Vlaanderen is de enige provincie waarin twee werkkringen actief zijn. KSA Antwerpen-Brabant groeide uit de samenwerking van de twee provincies. Er bestaan wel twee verschillende secretariaten, maar de beroepskrachten die ze bezetten zijn gemeenschappelijk voor beide provincies en de activiteiten worden steeds georganiseerd voor alle groepen in beide provincies.

### Lijst van verenigingen
Hieronder een lijst van KSA-verenigingen per werkkring. Tussen de haakjes staat het groepsnummer.
| KSA Antwerpen-Brabant (regio Antwerpen) | KSA Antwerpen-Brabant (regio Vlaams-Brabant) | KSA Limburg |
| --- | --- | --- |
| - KSA Sint-Andries Balen - KSA Beerse - KSA Striideburgh - KSA Tarcidall Berchem - KSA Berghemerburcht Berchem - KSA Sint-Bavo Boechout - KSA Xaverius Borgerhout - KSA Broechem - KSA Onze-Lieve-Vrouw V.Lourdes Edegem - KSA Parsival Edegem - KSA Molenveld Edegem - KSA Lancelot Edegem - KSA Eksaarde (gezoarde) - KSA Heidebloempje Essen - KSA Berkvenbond Geel - KSA Herentals - KSA Blauberg - KSA Hoogstraten - KSA Minderhout - KSA Lier - KSA Lichtaart - KSA Mechelen - KSA Ter Hert - KSA Meerhout - KSA Mol - KSA Mortsel - KSA Sint Jan Berchmans Turnhout - Roodkapjes - KSA Puurs - KSA Roodkapjes Oostmalle - KSA Sint-Pieter Puurs - KSA Weelde - KSA Westmalle vzw - KSA 't Stotertke - KSA Sint-Jan Berchmans Schoten - KSA Gudrun Schoten - KSA Cantincrode Jeugdmuziekkapel | - KSA Aarschot (2001) - KSA Sint-Jan Berchmans Walfergem-Asse (2003) - KSA Glabbeek (2004) - KSA Diest (2006) - KSA Droeshout (2008) - KSA Grimbergen (2010) - KSA Kortenaken (2011) - KSA Merchtem (2014) - KSA Opwijk (2016) - KSA Montfortcollege Rotselaar (2020) - KSA Scherpenheuvel (2021) - KSA Tervuren (2022) - KSA Tienen (2023) - KSA Sint-Jan Berchmans Maleizen (2030) | - KSA Alken-Centrum (3002) - KSA Berbroek (3005) - KSA Bocholt (3006) - KSA Reppel (3007) - KSA Frisse Heikracht Bree (3009) - KSA Rojo Beek (3010) - KSA Roodkapjes Bree (3011) - KSA Diepenbeek (3012) - KSA Eigenbilzen (3014) - KSA Eksel (3015) - KSA-RDZ Grote-Brogel (3017) - KSA Roy (3018) - KSA Rapertingen (3019) - KSA Houthalen (3023) - KSA Oskaria Kermt (3024) - KSA Tuilt (3026) - KSA Linde Peer (3028) - Chiro-KSA Lommel-Barrier (3029) - KSA De Lommelse Blauwvoeters (3030) - KSA De Lommelse Roodkapjes (3031) - KSA Lutlommel Jongens (3032) - KSA Lutlommel Meisjes (3033) - KSA Lummen (3034) - KSA Roodkapjes Maaseik (3035) - KSA Maaseik (3036) - KSA De Blauwvoet Maasmechelen (3037) - KSA Meeuwen (3039) - KSA Mopertingen (3040) - KSA Grote Heide (3041) - KSA Herent (3042) - KSA Ophoven (3045) - KSA Overpelt (3046) - KSA 't Linne (3047) - KSA Rekem (3050) - KSA Runkst (3051) - KSA Moos Herk (3052) - KSA Stevoort (3055) - KSA Stokkem Roodkampjes-Jimmers-Simmers (3057) - KSA Roeland Lille (3059) - Chiro-KSA Tessenderlo (3060) - KSA OLV Erewacht Tongeren (3061) - KSA OLV Basiliek Tongeren (3062) - KSA Sint-Jan Tongeren (3063) - KSA Vived Tongerlo (3064) - KSA Vruili Tongerlo (3065) - KSA Meisjes Wellen (3066) - KSA Wijchmaal (3068) - KSA Zelem (3069) - KSA Zonhoven (3070) - KSA Zutendaal (3072) - KSA Sint-Jan Tongeren (3075) - KSA Veldwezelt (3077) - KSA Zonnewaarts op Dilsen (3083) - KSA 'Habiba' Heers (3085) - KSA Vostert (3088) |
| KSA Oost-Vlaanderen | KSA Noordzeegouw | KSA West |
| - KSA Denderhoutem - KSA Geraardsbergen - KSA Hillegem - KSA Sint-Baafs Ninove - KSA Sint-Goedele Ninove - KSA Eksaarde - KSA Sint-Laurentius Lokeren - KSA Sint-Donaat Waasmunster - KSA De Roodkapjes Waasmunster - KSA Sint-Hubertus Wachtebeke - KSA Zaffelare - KSA Zeveneken - KSA Sint-Lieven Gent Jongens vzw - KSA Gent Sint-Paulus - KSA Gent Sint-Pieters - KSA Lousberg - KSA Ledeberg - KSA Melle - KSA Sint-Lieven Gent Meisjes - KSA Sint-Jozef Aalst - KSA Sint-Maarten Aalst - KSA Sint-Amandus Erembodegem - KSA Roo Erembodegem - KSA Sint-Martinus Erpe - KSA Sint-Jan Haaltert - KSA Sint-Lut Haaltert - KSA Herdersem - KSA Sint-Gerolf Lede - KSA Welle - KSA Buggenhout vzw - KSA Roodkapjes Buggenhout - KSA Sint-Martinusbond Denderbelle - KSA Roodkapjes Denderbelle - KSA Sint-Arnout - KSA Sint-Jan Berchmans Dendermonde - KSA Hamme - KSA Flambouw Lebbeke - KSA Heizijde - KSA Zele - KSA Berlare - KSA Aalter - KSA Petegem - KSA Deinze-Astene - KSA Deurle - KSA Lotenhulle-Poeke Meisjes - KSA Nazareth - KSA Kastaar Olsene - KSA Ahoy Vinkt - KSA Sint-Paulusbond Zulte - KSA Lotenhulle-Poeke Jongens - KSA Kruishoutem - KSA Sint-Jan Bentille - KSA OLV-Ster-Der-Zee Maldegem - KSA Oepites Zomergem - KSA Onze-Lieve-Vrouw Laarne - KSA Reik Je Hand Oosterzele - KSA Wichelen - KSA Sint-Paulus Brakel - KSA Eine - KSA Elst - KSA Mater - KSA Sint-Jacob Oudenaarde - KSA Sint-Jozef Oudenaarde - KSA Huise - KSA Frassati Nieuwkerken - KSA Sint-Niklaas - KSA Temse Voorwaarts - KSA Vrasene - KSA Vlaamse Kerels Zwijndrecht | - KSA Aarsele - KSA Sint-Trudo - KSA Bebo Roeselare Beveren - KSA Vikingers Bissegem - KSA Scarphoutstede Blankenberge - KSA Tijlsbond Deerlijk - KSA Torenwacht Diksmuide - KSA Sint-Lenaert Dudzele - KSA Frassati Brugge - KSA Arbeid Adelt Gullegem - KSA Peter Benoit Harelbeke - KSA Bij Tijl en Lamme Ichtegem - KSA Stormklokke Ieper - KSA Vlaams & Vroom Izegem - KSA Malegys Kemmel - KSA De Biekorf Klemskerke - KSA De Tokke Knokke - KSA Tielt Meisjes - KSA Adelaars Kortrijk - KSA Kriko Brugge - KSA Leiezonen Kuurne - KSA Lo - KSA Sint-Paulus Loppem - KSA Marke - KSA Grenswake Menen - KSA Marsupilami's Merkem - KSA Moerkerke vzw - KSA Sint-Maarten Moorslede - KSA Hocana Oekene - KSA Oostende Meeuwennest Jongens - KSA Ten Rode Oostkamp - KSA Oostrozebeke - KSA Poelkapelle - KSA Poperinge - KSA Wytewa Roeselare - KSA Munckzwalm Ruddervoorde - KSA Torrewachters Rumbeke - KSA Spermalie Sijsele - KSA Ter Straeten - KSA St.-Elooi Sint-Eloois-Winkel - KSA Rooyghem vzw St-Kruis en Male Brugge - KSA Ten Briel Sint-Michiels Brugge - KSA Tielt Jongens - KSA 's Gravenwinkel Torhout - KSA De Blauwe Torre Varsenare - KSA Kerelstede Veurne - KSA Ter Vichten - KSA Waregem - KSA De Vlasbloem Wevelgem - KSA Zwanenburcht Zandvoorde - KSA Oostende Meeuwennest Meisjes - KSA 't Vlinderke Zwevegem - KSA De Bollaert Watou - KSA Grensvuur Wervik - KSA Westouter - KSA Globetrotters Woesten - KSA Schuiferskapelle - KSA De Blauwvoet Koolkerke - KSA Keignaertriet Zandvoorde - KSA Hallebast Dikkebus - KSA Pittigem Pittem - KSA De Grietjes Gullegem vzw - KSA Bikschote - KSA De Meiskes Wevelgem | - KSA Assebroek Meisjes - KSA Beitem - KSA Roodkapjes Gistel - KSA Elverdinge - KSA Meisjes Izegem - KSA Pius X - KSA Spiko Brugge - KSA Ambroos - KSA Lissewege - KSA Sint-Maarten Loppem - KSA ♀ Moorslede - KSA Oostkapjes - KSA De Kouter Poperinge - KSA Roobaert Roeselare - KSA Sint-Kruis en Male - KSA Willibrord - KSA Marie Mo Torhout - KSA Driekoningen Torhout - KSA De Wiek - KSA Rafiki Varsenare - KSA Roodkapjes Veurne - KSA Vichte Meisjes - KSA Wakken - KSA Westkerke |

## Bekende Vlamingenuit de KSA
- Dina Tersago (tv-presentatrice, actrice en model)
- Arnout Hauben (televisiemaker)
- Marijn Devalck (zanger, acteur)
- Thibault Christiaensen (zanger, gitarist)
- Jaak Gabriëls (Belgisch politicus)
- Wilfried Martens (Belgisch politicus)
- Geert Bourgeois (Belgisch politicus)
- Tom Vandendriessche (Belgisch politicus)
- Annelies Verlinden (Belgisch politica)
- Dany Verstraeten (Nieuwsanker)
- Jelle Frencken (Journalist)
- Axelle Red (Zangeres)
- Johan Bonny (Priester)
- Annelien Coorevits (Model)
- Jef Vermassen (Advocaat)
- Hilde Crevits (Belgisch Politica)
- Lieven Scheire (Televisiemaker)
- Karin Tanghe (Actrice)
- Ben Crabbé (Televisiepresentator)
- Yves Leterme (Belgisch Politicus)
- Hugo Van Dienderen (VRT journalist en Belgisch Politicus)